# ماثيو ميلون
ماثيو ميلون (بالإنجليزية: Matthew Mellon) هو رائد أعمال أمريكي، ولد في 28 يناير 1964 في نيويورك في الولايات المتحدة، وتوفي في 16 أبريل 2018 في كانكون في المكسيك.